# Canoa/kayak ai Giochi della XXXII Olimpiade - C2 500 metri femminile
Le gare di velocità C2 500 metri femminile di Tokyo 2020 si svolsero alla Sea Forest Waterway dal 6 al 7 agosto 2021.
Alla competizione presero parte 28 atlete di 14 nazioni.

## Regolamento della competizione
La competizione prevede due batterie di qualificazione, due quarti di finale, due semifinali e due finali. Le prime due classificate di ogni batteria di qualificazione e le prime tre di ogni quarto di finale accedono alle semifinali. Le prime quattro classificate accedono alla finale "A", per l'assegnazione delle medaglie. Le altre partecipanti alle semifinali e dei quarti di finale accedono alla finale "B".

## Programma
| Data                  | Ora (UTC+9) | Turno            |
| --------------------- | ----------- | ---------------- |
| Venerdì 6 agosto 2021 | 09:30       | Batterie         |
| Venerdì 6 agosto 2021 | 11:21       | Quarti di finale |
| Sabato 7 agosto 2021  | 09:30       | Semifinali       |
| Sabato 7 agosto 2021  | 11:30       | Finali           |

## Risultati

### Batterie

#### Batteria 1
| Pos. | Atleta                                  | Paese      | Tempo    | Note  |
| ---- | --------------------------------------- | ---------- | -------- | ----- |
| 1    | Xu Shixiao Sun Mengya                   | Cina       | 1:57.870 | OB SF |
| 2    | Lisa Jahn Sophie Koch                   | Germania   | 2:01.184 | SF    |
| 3    | Laurence Vincent Lapointe Katie Vincent | Canada     | 2:02.170 | QF    |
| 4    | Dilnoza Rakhmatova Nilufar Zokirova     | Uzbekistan | 2:04.854 | QF    |
| 5    | Irina Andreeva Olesia Romasenko         | ROC        | 2:05.604 | QF    |
| 6    | Karen Roco María Mailliard              | Cile       | 2:09.820 | QF    |
| 7    | Bernadette Wallace Josephine Bulmer     | Australia  | 2:11.322 | QF    |

#### Batteria 2
| Pos. | Atleta                                          | Paese       | Tempo    | Note |
| ---- | ----------------------------------------------- | ----------- | -------- | ---- |
| 1    | Liudmyla Luzan Anastasiia Chetverikova          | Ucraina     | 2:01.156 | SF   |
| 2    | Virág Balla Kincső Takács                       | Ungheria    | 2:02.344 | SF   |
| 3    | Yarisleidis Cirilo Duboys Katherin Nuevo Segura | Cuba        | 2:03.229 | QF   |
| 4    | Daniela Cociu Maria Olărașu                     | Moldavia    | 2:06.070 | QF   |
| 5    | Svetlana Ussova Margarita Torlopova             | Kazakistan  | 2:09.024 | QF   |
| 6    | Daryna Pikuleva Nadzeya Makarchanka             | Bielorussia | 2:09.799 | QF   |
| 7    | Manaka Kubota Teruko Kiriake                    | Giappone    | 2:16.791 | QF   |

### Quarti di finale

#### Quarto di finale 1
| Pos. | Atleta                                  | Paese       | Tempo    | Note |
| ---- | --------------------------------------- | ----------- | -------- | ---- |
| 1    | Laurence Vincent Lapointe Katie Vincent | Canada      | 2:02.259 | SF   |
| 2    | Daniela Cociu Maria Olărașu             | Moldavia    | 2:03.434 | SF   |
| 3    | Daryna Pikuleva Nadzeya Makarchanka     | Bielorussia | 2:04.951 | SF   |
| 4    | Svetlana Ussova Margarita Torlopova     | Kazakistan  | 2:06.179 | FB   |
| 5    | Bernadette Wallace Josephine Bulmer     | Australia   | 2:11.180 | FB   |

#### Quarto di finale 2
| Pos. | Atleta                                          | Paese      | Tempo    | Note |
| ---- | ----------------------------------------------- | ---------- | -------- | ---- |
| 1    | Yarisleidis Cirilo Duboys Katherin Nuevo Segura | Cuba       | 2:03.282 | SF   |
| 2    | Dilnoza Rakhmatova Nilufar Zokirova             | Uzbekistan | 2:04.450 | SF   |
| 3    | Irina Andreeva Olesia Romasenko                 | ROC        | 2:04.703 | SF   |
| 4    | Karen Roco María Mailliard                      | Cile       | 2:04.969 | FB   |
| 5    | Manaka Kubota Teruko Kiriake                    | Giappone   | 2:08.849 | FB   |

### Semifinali

#### Semifinale 1
| Pos. | Atleta                                          | Paese       | Tempo    | Note |
| ---- | ----------------------------------------------- | ----------- | -------- | ---- |
| 1    | Xu Shixiao Sun Mengya                           | Cina        | 2:01.369 | FA   |
| 2    | Yarisleidis Cirilo Duboys Katherin Nuevo Segura | Cuba        | 2:03.655 | FA   |
| 3    | Virág Balla Kincső Takács                       | Ungheria    | 2:04.545 | FA   |
| 4    | Daniela Cociu Maria Olărașu                     | Moldavia    | 2:05.910 | FA   |
| 5    | Daryna Pikuleva Nadzeya Makarchanka             | Bielorussia | 2:07.205 | FB   |

#### Semifinale 2
| Pos. | Atleta                                  | Paese      | Tempo    | Note |
| ---- | --------------------------------------- | ---------- | -------- | ---- |
| 1    | Liudmyla Luzan Anastasiia Chetverikova  | Ucraina    | 2:02.893 | FA   |
| 2    | Laurence Vincent Lapointe Katie Vincent | Canada     | 2:04.316 | FA   |
| 3    | Lisa Jahn Sophie Koch                   | Germania   | 2:04.749 | FA   |
| 4    | Irina Andreeva Olesia Romasenko         | ROC        | 2:04.968 | FA   |
| 5    | Dilnoza Rakhmatova Nilufar Zokirova     | Uzbekistan | 2:09.614 | FB   |

### Finali

#### Finale B
| Pos. | Atleta                              | Paese       | Tempo    | Note |
| ---- | ----------------------------------- | ----------- | -------- | ---- |
| 1    | Karen Roco María Mailliard          | Cile        | 2:02.698 |      |
| 10   | Daryna Pikuleva Nadzeya Makarchanka | Bielorussia | 2:04.351 |      |
| 11   | Dilnoza Rakhmatova Nilufar Zokirova | Uzbekistan  | 2:04.658 |      |
| 12   | Svetlana Ussova Margarita Torlopova | Kazakistan  | 2:04.859 |      |
| 13   | Bernadette Wallace Josephine Bulmer | Australia   | 2:05.698 |      |
| 14   | Manaka Kubota Teruko Kiriake        | Giappone    | 2:06.196 |      |

#### Finale A
| Pos. | Atleta                                          | Paese    | Tempo    | Note |
| ---- | ----------------------------------------------- | -------- | -------- | ---- |
|      | Xu Shixiao Sun Mengya                           | Cina     | 1:55.495 | OB   |
|      | Liudmyla Luzan Anastasiia Chetverikova          | Ucraina  | 1:57.499 |      |
|      | Laurence Vincent Lapointe Katie Vincent         | Canada   | 1:59.041 |      |
| 4    | Lisa Jahn Sophie Koch                           | Germania | 1:59.943 |      |
| 5    | Virág Balla Kincső Takács                       | Ungheria | 2:00.289 |      |
| 6    | Yarisleidis Cirilo Duboys Katherin Nuevo Segura | Cuba     | 2:01.623 |      |
| 7    | Daniela Cociu Maria Olărașu                     | Moldavia | 2:01.750 |      |
| 8    | Irina Andreeva Olesia Romasenko                 | ROC      | 2:04.875 |      |